# NGC 1340
NGC 1340 (również NGC 1344 lub PGC 12923) – galaktyka eliptyczna (E5), znajdująca się w gwiazdozbiorze Pieca. Należy do Gromady w Piecu.
Galaktyka ta została odkryta 9 października 1790 roku przez Williama Herschela, a John Dreyer skatalogował jego obserwację jako NGC 1344. Niezależnie odkrył ją John Herschel 19 listopada 1835 roku, jego obserwację Dreyer skatalogował jako NGC 1340, choć przypuszczał, że obaj astronomowie obserwowali ten sam obiekt. Pewności nie miał, gdyż pozycja podana przez Williama Herschela była niedokładna i nic w tym miejscu nie ma. Przez wiele lat po opublikowaniu przez Dreyera jego katalogu obiekt NGC 1344 uznawano za zaginiony.